# Estación de Calatayud-Jiloca
Calatayud-Jiloca fue una estación de ferrocarril que existió en la ciudad española de Calatayud. 
Durante muchos años constituyó la cabecera de la línea Calatayud-Valencia, cuyo trazado fue construido por la Compañía del Ferrocarril Central de Aragón e inaugurado en su totalidad en 1902. Llegó a coexistir con otras estaciones situadas en sus cercanías, como Calatayud-Jalón (de la compañía MZA) y Calatayud-Ribota (del Santander-Mediterráneo). Tras la nacionalización de todos los ferrocarriles de ancho ibérico y la creación de RENFE, en 1941, el tráfico ferroviario en Calatayud fue centralizado en la antigua estación de MZA; ello marcó el declive de las otras estaciones. En la actualidad las instalaciones de Calatayud-Ribota se encuentran desaparecidas.